# حسين هرموش
حسين هرموش (25 مايو/أيار 1972 م إبلين - 19 يناير/كانون الثاني 2012 م) هو ضابط سابق في الجيش السوري برتبة مقدم والقائد السابق لحركة لواء الضباط الأحرار. برزَ اسمه بعد انشقاقه وتأسيسه اللواء خلال حركة الاحتجاجات السورية 2011 ضد النظام السوري للدفاع عن المدنيين. تمكنت السلطات السورية من القبض عليه في شهر أيلول/سبتمبر 2011، ثم أعدمته في كانون الثاني 2012.

## الانشقاق وتأسيس الحركة
ولد حسين هرموش في قرية أبلين بمنطقة جبل الزاوية في محافظة إدلب السوريَّة وترعرع بها، وعائلته «هرموش» منتشرة في مدينة إدلب وعدة قرى في جبل الزاوية والحولة في حمص ودوما في ريف دمشق ومدينة جبلة في اللاذقية ومدينة طرابلس وصيدا في لبنان.[بحاجة لمصدر] في فترة أعوام 1990-1996 أخذ دورة بالهندسة الحربيَّة في روسيا الاتحادية في الأكاديمية العسكرية الهندسية العليا باسم «كوبيشوف»، وحصلَ فيها على معدل ممتاز وحصل على الدبلوم الأحمر التقني، كما حصلَ على دبلوم ترجمة من اللغة العربية إلى الروسية والعكس. وقد اشتركَ بالبحث العلمي على مستوى مدينة موسكو، وقدَّمَ أطروحة بعنوان «حساب السماكة الواقية للمنشآت النفقية في القطر العربي السوري عند تأثير الأسلحة التقليدية وأسلحة التدمير الشامل وفي كافة أنواع التربة»، وهي عبارة عن برنامج على الحاسب بلغة البرمجة باسكال، وأما مشروعه للتخرُّج فقد كان بعُنوان «تصميم منِشأة نفقية للواء صواريخ نموذج /C_75/»، وهو تصميم منشأة يتم فيها تذخير الصواريخ ضمن المنشأة وتجهيز ثلاث بوابات للإطلاق ومن ثم إعادة التذخير، وتحوي المنشأة مدخلين وثلاث بوابات للإطلاق وجسم المنشأة وأماكن إقامة للطاقم معزولة عن منطقة العمل، وتم عزل منشأة المؤكسد والوقود عن باقي أقسام المنشأة.[بحاجة لمصدر] في عام 1996 عملَ بمشروع «مقالع الأحجار الكلسية-1» في دمشق، وفي العام التالي انخرطَ بمشروع «مقالع الأحجار الكلسية-2» في حلب. في عام 1998 نُقل إلى مشروع «بلودان-1» في دمشق للعمل كمهندس تنفيذ لمدة عام كامل، وفي أعوام 1999-2001 انتقلَ إلى مشروع 99/د للعمل كمهندس تنفيذ أعمال حفر نفقي ومهندس الأعمال المساحية، وتولَّى خلالها أعمالاً مختلفة تتعلَّق بأعمال البناء.[بحاجة لمصدر]
في وقت لاحق التحق حسين هرموش بالجيش السوري، وأصبحَ ضابطاً برتبة مقدم في الفرقة 11 منه. لكن بعد اندلاع حركة الاحتجاجات العنيفة في أنحاء البلاد عام 2011 أعلن حسين انشقاقه عن الجيش عنه في 10 يونيو 2011 خلال الحملة على مدينة جسر الشغور معَ عددٍ من رفاقه مبرراً ذلك بأنه بسبب «قتل المدنيين العزل من قبل أجهزة النظام». وقال حسين هرموش بعد ذلك في تصريحٍ أكثر تفصيلاً أنه أرسلَ إلى عدة مدن خلال فترة الاحتجاجات، منها سقبا في ريف دمشق وجسر الشغور في محافظة إدلب، وعندما بدأ الجيش اجتياحه الثانية في يوم الأحد 5 يونيو قام مع عدد من رفاقه بزرع الألغام ووضع العوائق في طريق الجيش لإبطاء تقدمه، لكنه لم يَكن قد انشق بعد في ذلك الوَقت، إنما انشقَّ في يوم الخميس 9 يونيو عندما نقلَ إلى دمشق، وهناك أخذ مأذونية من الجيش واستغلها للهرب إلى محافظة إدلب حيث بدأ بتنظيم قوات المنشقين عن الجيش السوري. وبعد انشقاق حسين هرموش بقليل أعلنَ تأسيس حركة لواء الضباط الأحرار ووجَّه نداءً إلى عسكريِّي الجيش للانشقاق واللالتحاق بها، ثم سرعان ما أعلن مسؤوليته وحركته عن قتل 120 من رجال الأمن في مدينة جسر الشغور يوم الثلاثاء 7 يونيو كانت السلطات قد أوردت نبأ مقتلهم سابقاً على أيدي عصابات مسلحة، وقال أن ذلك كان بعد مهاجمة قوات الأمن لمدنيِّين وترويعها لهم.

## اعتقاله
هربَ حسين هرموش في وقت لاحق من شهر يونيو إلى تركيا واستقرَّ فيها، واستمرَّ من هناك بإدارة عمليات لواء الضباط الأحرار. لكن في صباح يوم الإثنين 29 أغسطس 2011 ذهب حسين إلى لقاءٍ مع مسؤولين أمنيِّين أتراك في أحد مخيَّمات اللاجئين على الحدود السورية التركية، وبعد ذهابه إلى هذا الاجتماع اختفى في ظروف غامضة، وتمكنت قوات الأمن السورية من القبض عليه وتهريبه إلى الأراضي السورية مع 13 عسكرياً آخر من أتباع لواء الضباط الأحرار. تضاربت الروايات كثيراً حول كيفية اختطاف حسين هرموش ووصوله إلى أيدي الأمن، فبعض الأقوال تُفيد بأن الأمن السوري اختطفه من داخل تركيا بعد كمين نصبه له وأدخله إلى سوريا، فيما تقولُ أخرى أن تركيا سلَّمته دون مقابلٍ إلى حكومة سوريا، وتقول ثالثة أنه كان جزءاً من صفقة بين الحكومتين السورية والتركية قايضت فيها تركيا المقدم مقابل 9 أفراد من حزب العمال الكردستاني كانت تُريدهم، أما الرواية الرابعة فتقول أنه لم يخرج أساساً من سوريا بل اعتقل داخلها خلال اجتياح الجيش مدناً حدودية في شمال محافظة إدلب. وعلى الرغم من هذه الروايات فقد نفت تركيا نفياً قاطعاً وُجود أي صلة لها بعملية الاعتقال، وأما المسؤولون الأمنيون الذين كان يفترض أن يلتقي المقدم معهم فقد قالوا أنهم تركوه بعد 10 دقائق من بدء اللقاء، ولم يَعلموا عنه شيئاً بعد ذلك.
بعد اعتقال حسين هرموش بدأ الجيش السوري عمليَّة اجتياح لقرية إبلين في جبل الزاوية حيث ولد المقدم وحيث تُقيم معظم عائلته، ويعتقد البعض أن سبب هذا الاجتياح كان الضغط عليه للتراجع عن أقواله السابقة التي تلت انشقاقه عن الجيش. ففي صباح يوم الخميس 8 سبتمبر دخلَ الجيش القرية بدبابة وسبع مدرعات وعشرات السيارات التي تُقلُّ رجال الأمن، واستهدفت هذه القوات بشكل خاص منازل عائلة هرموش. وكان أخ حسين هرموش «محمد» يَعمل وقتها على مساعدة المنقشين عن الجيش في الهرب نحو تركيا، ولذلك فكان في منزله عند بدء الاجتياح 15 جندياً وضابطين، وعندما دخل الجيش المدينة باشرت الدبابة بقصف منازل العائلة بما فيها منزل محمد، وبذلك اشتعلت فيه النيران ثم بدأ الجنود بإطلاق النار عليه، وهنا قتلَ 7 عسكريين واعتقل 5 فيما تمكن ثلاثة جنود وضابط من النجاة ومعهم محمد هرموش. وبعد هذه العملية هدم الجيش 15 منزلاً في القرية بالجرَّافات، بينها منازل تعود لعائلة هرموش. وبالمجمل، اعتقلَ أخ حسين هرموش الأصغر في حلب في شهر يوليو واختفى منذ ذلك الحين، وأما أخوه الآخر محمد فقد اعتقلَ أيضاً في وقت لاحق بعد هربه هو وصهره وأعيدا جثتين هامدتين بعد فترة، كما اعتقل اثنان من أبناء أخ آخر لحسين وأعيدا جثتين بدورهما، وكان آخر من اعتقل من عائلته هو أخاه وليد هرموش، الذي ألقيَ القبض عليه في 5 أكتوبر بعد نصب كمين له في قرية عزمارين ولا زال مجهول المصير حتى الآن.
بعد هذه الأحداث بقليل، قالت وكالة سانا السورية في مساء الخميس 15 سبتمبر أنها ستبث قريباً «اعترافات» لحسين الهرموش حوله وحول حركته. وبالفعل سُرعان ما ظهر حسين على شاشة قناة الدنيا الفضائية، ليقول أن الجيش لم يأمره يوماً بإطلاق النار على مدنيين، وأن انشقاقه كان بعد «وعود كاذبة» تلقاها من ناشطين معارضين في تركيا، لكنهم خانوه بعد ذلك ولم يوفوا بوعودهم، فقرَّر العودة إلى سوريا. واعتبر البعض أن وجهَ المقدم خلال مقابلة قناة الدنيا معه كان يُوضح آثار تعذيب شديد تعرَّض له قبل إجراء المقابلة، وأن الكثير من التعديلات والمونتاج أدخل في المقابلة لإظهارها بالشكل الذي يُريده التلفزيون السوريّ.